# سلول خورشیدی

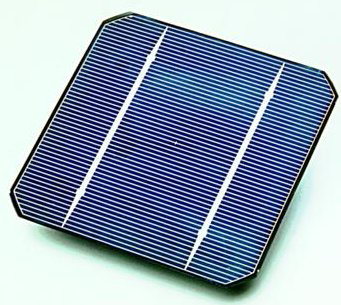
سلول خورشیدی ساخته شده از ویفر سیلیکونی بلورین

سلول خورشیدی (به انگلیسی: Solar cell) یا سلول فتوولتائیک (به انگلیسی: photovoltaic cell)، یک قطعه الکترونیکی است که به کمک اثر فوتوولتاییک، انرژی نور خورشید را مستقیماً به الکتریسیته تبدیل می‌کند.
سلول‌های خورشیدی ساخته شده از ویفرهای سیلیکونی، کاربرد بسیاری دارند. سلول‌های خورشیدی به تنهایی، برای فراهم کردن توان لازم دستگاه‌های کوچک، مانند ماشین حساب الکترونیکی کاربرد دارد. آرایه‌های فوتوولتاییک، الکتریسیتهٔ پایدار و تجدیدپذیری را تولید می‌کنند که عمدتاً در موارد عدم وجود شبکهٔ انتقال و توزیع الکتریکی کاربرد دارد. برای مثال می‌توان به محل‌های دور از دسترس، مانند کاوشگرهای فضایی و ساختمان‌های مخابراتی دور از دسترس اشاره کرد. علاوه بر این استفاده از این نوع انرژی امروزه در محل‌هایی که شبکهٔ توزیع هم موجود است، به منظور کمک به کم کردن تکیه و فشار بر سوخت‌های فسیلی و دیگر دشواری‌های محیط زیست و از دیدگاه اقتصادی مرسوم شده و در حال گسترش است.

از یک سلول خورشیدی تا آرایه‌های فتوولتائیک - نمودار همچنین اجزایی که معمولاً در سیستم‌های فتوولتائیک استفاده می‌شود نشان می‌دهد.

امروزه انسان با پیشرفت‌هایی که در زمینه‌های مختلف کرده‌است، نیازی روزافزون به انرژی پیدا کرده و ازاین رو در پی تأمین انرژی مورد نیاز از منابع مختلف تجدید پذیر است.
یکی از این منابع که طی ۲۰ سال اخیر، از آن استفاده می‌شود، انرژی خورشیدی است. خورشید در هر ثانیه حدود ۱۰۰۰ ژول انرژی به هر متر مربع از سطح زمین منتقل می‌کند که با جمع‌آوری کردن آن می‌توان انرژی مورد نیاز برای کارهای مختلفی را تأمین کرد.
سلول خورشیدی انواع مختلفی دارد

## انرژی مورد نیاز بشر و انرژی خورشید
انرژی که از طریق خورشید به زمین می‌رسد ۱۰۰۰۰ بار بیشتر از انرژی مورد نیاز انسان است. مصرف انرژی در سال ۲۰۵۰ یعنی سال ۱۴۲۹ شمسی، ۵۰ تا ۳۰۰ درصد بیشتر از مصرف امروزی آن خواهد بود. با اینحال اگر فقط ۰٫۱ درصد از سطح زمین با مبدل‌های انرژی خورشیدی پوشیده شوند و تنها ۱۰ ٪ بازده داشته باشند برای تأمین انرژی مورد نیاز بشر کافی است.
در مرکز خورشید هر ثانیه ۷۰۰ تن هیدروژن به انرژی تبدیل می‌شود (به صورت فوتون یا نوترینو). دمای خورشید در مرکز آن ۱۵ میلیون و در سطح آن ۶ هزار درجه سانتیگراد است. انرژی تولید شده در سطح خورشید بعد از ۸ دقیقه به سطح زمین می‌رسد. نور خورشید که به زمین می‌رسد شامل طول موج‌های زیر است: ۴۷ درصد فرو سرخ، ۴۶ درصد نور مرئی، ۷ درصد فرابنفش. از این رو سلول‌های خورشیدی باید در ناحیه فرو سرخ و نور مرئی جذب بالایی داشته باشند.

## ساختار سلول خورشیدی

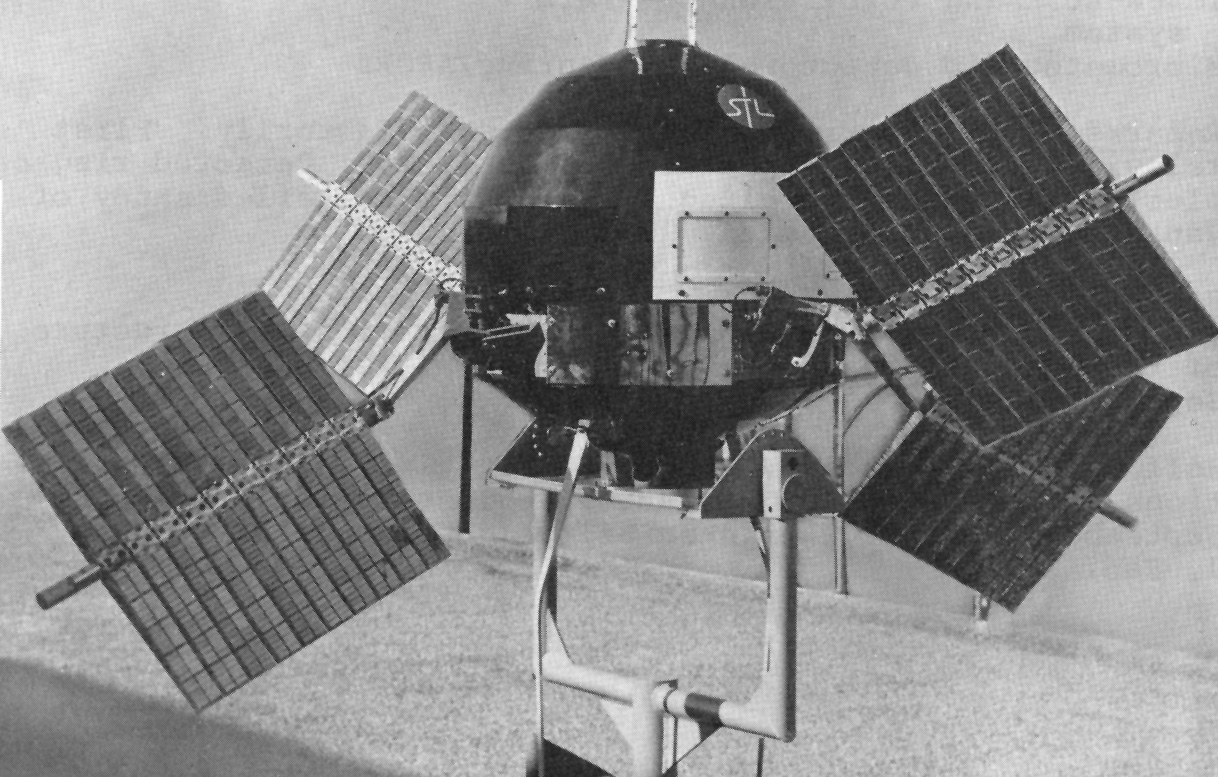
ناسا از همان ابتدا از سلول‌های خورشیدی در ماهواره‌های خود استفاده کرد. ماهواره Explorer 6 که در ۱۹۵۹ به فضا پرتاب شد، دارای ۴ آرایه از سلوله‌های خورشیدی تاشونده بود که انرژی مورد نیاز ماهواره را برای ماه‌ها تأمین می‌کرد.

سلول های خورشیدی معمولاً از مواد نیمه‌رسانا، مخصوصاً سیلیسیم، تشکیل شده‌است. هر اتم سیلیسیم با چهار اتم دیگر پیوند تشکیل می‌دهد و بدین صورت، شکل کریستالی آن پدید می‌آید.
در سلول های خورشیدی به سیلیسیم مقداری جزئی ناخالصی اضافه می‌کنند. اگر اتم ناخالصی ۵ ظرفیتی باشد (اتم سیلیسیم ۴ ظرفیتی است)، آنگاه در ارتباط با چهار اتم سیلیسیم یک لایهٔ آن بدون پیوند باقی می‌ماند (یک تک الکترون). به همین دلیل چون بار نسبی منفی پیدا می‌کند به آن سیلیسیم نوع N) Negative) می‌گویند.
درصورتی که اتم ناخالصی دارای ظرفیت ۳ باشد، آنگاه یک حفرهٔ اضافی ایجاد می‌شود. حفره را به گونه‌ای می‌توان گفت که جای خالی الکترون است، با بار مثبت (به اندازهٔ الکترون) و جرمی برابر با جرم الکترون؛ که این امر هم باعث مثبت شدن نسبی ماده می‌شود و به آن سیلیسیم نوع P) Positive) می‌گویند.
هر باتری خورشیدی از ۶ لایه تشکیل شده که هر لایه را ماده‌ای خاص تشکیل می‌دهد.

## عملکرد سلول خورشیدی (اثر فوتوولتائیک)

دیاگرام انرژی سلول خورشیدی

با اتصال یک نیمه هادی نوع p به یک نیمه هادی نوع n، الکترونها از ناحیه n به ناحیه p و حفرهها از ناحیه p به ناحیه n منتقل می‌شوند. با انتقال هر الکترون به ناحیه p، یک یون مثبت در ناحیه n و با انتقال هر حفره به ناحیه n، یک یون منفی در ناحیه p باقی می‌ماند. یون‌های مثبت و منفی میدان الکتریکی داخلی ایجاد می‌کنند که جهت آن از ناحیه n به ناحیه p است. این میدان با انتقال بیشتر باربرها (الکترون‌ها و حفره‌ها)، قوی‌تر و قویتر شده تا جایی که انتقال خالص باربرها به صفر می‌رسد. در این شرایط ترازهای فرمی دو ناحیه با یکدیگر هم سطح شده‌اند و یک میدان الکتریکی داخلی نیز شکل گرفته‌است.
اگر در چنین شرایطی، نور خورشید به پیوند بتابد، فوتون‌هایی که انرژی آن‌ها از انرژی شکاف نیمه هادی بیشتر است، زوج الکترون-حفره تولید کرده و زوج‌هایی که در ناحیه تهی یا حوالی آن تولید شده‌اند، شانس زیادی دارند که قبل از بازترکیب، توسط میدان داخلی پیوند از هم جدا شوند.
میدان الکتریکی، الکترون‌ها را به ناحیه n و حفره‌ها را به ناحیه p سوق می‌دهد. به این ترتیب تراکم بار منفی در ناحیه n و تراکم بار مثبت در ناحیه p زیاد می‌شود. این تراکم بار، به شکل ولتاژی در دو سر پیوند قابل اندازه‌گیری است. اگر دو سر پیوند با یک سیم، به یکدیگر اتصال کوتاه شود، الکترون‌های اضافی ناحیه n، از طریق سیم به ناحیه p رفته و جریان اتصال کوتاهی را شکل می‌دهند. اگر به جای سیم از یک مصرف‌کننده استفاده شود، عبور جریان از مصرف‌کننده، به آن انرژی می‌دهد. به این ترتیب انرژی فوتون‌های نور خورشید به انرژی الکتریکی تبدیل می‌شود.
هر چه میدان الکتریکی درون پیوند قوی‌تر باشد، ولتاژ مدار باز بزرگتری بدست می‌آید. برای دست یافتن به یک میدان الکتریکی بزرگ، باید اختلاف ترازهای فرمی دو ماده p و n از یکدیگر زیاد باشد. برای این منظور باید انرژی شکاف نیمه هادی بزرگ انتخاب شود؛ بنابراین ولتاژ مدار باز یک سلول خورشیدی با انرژی شکاف آن افزایش می‌یابد. اما افزایش انرژی شکاف سبب می‌شود، فوتون‌های کمتری توانایی تولید زوج الکترون-حفره داشته باشند و بنابراین جریان اتصال کوتاه کمتری نیز تولید شود؛ بنابراین افزایش انرژی شکاف، روی ولتاژ مدار باز و جریان اتصال کوتاه سلول دو اثر متفاوت دارد.

## فناوری‌های ساخت سلول‌های خورشیدی

گسترش استفاده از فتو ولتاییک - تخمین ظرفیت جهانی سلول‌های خورشیدی نصب شده

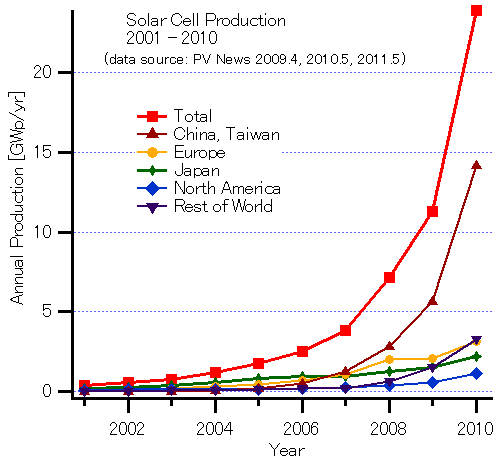
نمودار تولید سلول‌های خورشیدی توسط کشورهای مختلف

در حال حاضر دو فناوری در ساخت سلول‌های خورشیدی غالب است: فناوری نسل اول و نسل دوم.
فناوری نسل اول بر پایه ویفرهای سیلیکونی با ضخامت ۴۰۰–۳۰۰ میکرومتر است که ساختاری بلوری یا چند بلوری دارند که یا از بریدن شمش بدست می‌آیند یا از روش EFG و با کمک خاصیت مویینگی رشد داده می‌شوند.
فناوری نسل دوم یا تکنولوژی لایه نازک، براساس لایه نشانی نیمه هادی روی بسترهای شیشه‌ای، فلزی یا پلیمری، در ضخامت‌های ۵–۳ است.
هزینه مواد اولیه در تکنولوژی نسل دوم، پایین‌تر است و از آن گذشته، اندازه سلول تا ۱۰۰ برابر بزرگتر از اندازه سلول ساخته شده با تکنولوژی نسل اول است که مزیتی برای تولید انبوه آن محسوب می‌شود. در عوض بازدهی سلول‌های نسل اول، که اغلب سلول‌های بازار را تشکیل می‌دهند، به دلیل کیفیت بالاتر مواد، از بازدهی سلول‌های نسل دوم بیشتر است. انتظار می‌رود اختلاف بازدهی میان سلول‌های دو نسل با گذشت زمان کمتر شده و تکنولوژی نسل دوم جایگزین نسل اول شود
در سال ۱۹۶۱، Shockley و Queisser با در نظر گرفتن یک سلول خورشیدی پیوندی به شکل یک جسم سیاه با دمای ۳۰۰ کلوین نشان دادند که بیشترین بازدهی یک سلول خورشیدی صرف نظر از نوع تکنولوژی بکار رفته در آن، ۳۰٪ است که در انرژی شکاف eV1.4 یعنی انرژی شکاف گالیم آرسناید بدست می‌آید. بنابراین بازدهی سلول‌های خورشید نسل اول و دوم حتی در بهترین حالت نمی‌تواند از حوالی ۳۰٪ بیشتر شود. این در حالی است که حد کارنو برای تبدیل انرژی خورشیدی به انرژی الکتریکی ۹۵٪ است. و این مقدار تقریباً سه برابر بیشتر از بازدهی نهایی سلول‌های نسل اول و دوم است.
بنابراین دستیابی به سلول‌هایی با بازدهی‌هایی دو تا سه برابر بازدهی‌های کنونی، امکان‌پذیر است. سلول‌های خورشیدی که دارای چنین بازدهی‌هایی باشند، نسل سوم سلول‌های خورشیدی نامیده می‌شوند.
سلول‌های متوالی، سلول‌های خورشیدی چاه کوانتومی، سلول‌های خورشیدی نقطه کوانتومی، سلول‌های حامل داغ، نسل سوم سلول‌های خورشیدی را تشکیل می‌دهند.

## انواع سلول‌های خورشیدی[۱۳]

### سلول‌های خورشیدی مبتنی بر سیلیکون بلورین
رایج‌ترین ماده توده برای سلول خورشیدی سیلیکون بلورین (c-Si) است ماده توده سیلیکون با توجه به نوع کریستال و اندازه کریستال به چندین بخش تقسیم می‌شود.
- سیلیکون مونو-کریستالی (c-Si)
- سیلیکون پلی-کریستالی (poly-Si) یا مولتی-کریستالی (mc-Si)
- سلول خورشیدی String Ribbon

### سلول‌های خورشیدی فیلم نازک
به بیان ساده فیلم نازک (Thin Film) یک روش تولید سلول خورشیدی است که طی آن یک یا چند لایه نازک از ماده فتوولتاییک روی یک بستر قرار می‌دهند. این سلول‌ها تحت عنوان Thin Film Photo Voltaic Cells (TFPV) نیز شناخته می‌شوند. انواع مختلف سلول‌های فیلم نازک را می‌توان بر اساس مادهٔ فتوولتاییک مورد استفاده در آنها طبقه‌بندی نمود.
- Amorphous Silicon (a-Si)
- Cadmium Telluride (CdTe)
- Copper Indium Gallium Selenide (CIS/CIGS)
- Organic Photovoltaic Cells (OPC)

### سلول‌های خورشیدی مبتنی بر مواد آلی
این سلول در مقایسه با دیگر سلولهای خود بازدهی کمتری دارد و تنها به دلیل هزینه ساخت کمتر و قابلیت انعطاف‌پذیری برای مصارف غیر صنعتی مناسب می‌باشد و قابلیت استفاده دارد.

### فتوولتاییک یکپارچه ساختمان (BIPV) (Building Integrated PV)
فتوولتاییک یکپارچه ساختمان نسبت به انواع خاص تکنولوژی‌های سلول خورشیدی، دارای چندین روش ساخت و انواع اشکال مختلف می‌باشد که می‌تواند بر پایه سیلیکون کریستالی یا فیلم نازک باشد.
BIPV می‌تواند شامل نما، سقف، پنجره، دیوار و بسیاری وسایل دیگر که با ماده فتوولتاییک ترکیب شده‌اند باشد. در صورتی که پول بیشتری دارید و می‌خواهید فتوولتاییک را با عناصر مختلف خانه خود ترکیب کنید، به دنبال BIPV بروید. برای اغلب افراد این راه آسان، بسیار هزینه بر است.

## نحوه تبدیل سیلیکون به سلول خورشیدی
سیلیکون در صورتی که کریستالی باشد برخی خصوصیات شیمیایی ویژه و منحصربه‌فرد دارد. یک اتم سیلیکون ۱۴ الکترون دارد که در سه پوسته مختلف مرتب شده‌اند دو لایه اول که دو و هشت الکترون دارند کاملاً پر هستند لایه یا پوسته بیرونی تنها نیمی از ظرفیتش با چهار الکترون پر شده‌است اتم سیلیکون همواره به دنبال راهی است تا لایه آخر خود را کامل کند و برای انجام این کار الکترون‌های خود را با چهار اتم کناری اش به اشتراک می‌گذارد.

## شیوه ساخت سلول‌های خورشیدی (فتوولتائیک)

سلول‌های فتو ولتائیک از مواد ویژه‌ای ساخته شده‌اند که آن‌ها را semiconductor یا نیمه رسانا می‌نامیم از این مواد می‌توان به سیلیکون اشاره کرد که اکنون بسیار پرکاربرد است در اصل هنگامی که نور با سلول برخورد می‌کند مقدار مشخصی از آن توسط مواد نیمه رسانا جذب می‌شود این یعنی انرژی جذب شده از نور به نیمه رسانا منتقل می‌شود انرژی به الکترون‌های سست ضربه می‌زند و اجازه می‌دهد که آن‌ها آزاد شده و به گردش در آیند.
سلول‌های فتو ولتائیک دارای یک میدان الکتریکی هستند که به عنوان یک اجبار برای الکترون‌های آزاد شده توسط نور جذب شده عمل می‌کند و آن‌ها را در جهت معینی به جریان می‌اندازد این گردش الکترون‌ها یک جریان ایجاد می‌کند و با قرار دادن اتصال‌های فلزی در پایین و بالای سلول فتو ولتائیک می‌تواند این جریان را برای مصارف مختلف بیرون بکشد این جریان به همراه ولتاژ درون سلول‌ها که در نتیجه میدان یا میدان‌های الکتریکی درونی سلول ایجاد می‌شود قدرت یا ولتاژ تولیدی توسط یک سلول خورشیدی را تعریف می‌کنند.

## ساخت سلول‌های خورشیدی با استفاده از مواد آلی
سلول‌های خورشیدی ساخته شده از مواد آلی در مقایسه با همتایان سیلیکونی خود بازده بسیار کمتری دارند. اما به دلیل هزینه ساخت پایین و همچنین قابلیت‌هایی مانند انعطاف‌پذیری برای مصارف غیرصنعتی مناسب هستند. شارژر موبایل قابل حمل، کار گذاشتن باتری‌ها در سطوح دارای انحناء مانند بدنه ماشین‌ها و حتی استفاده از آن‌ها در لباس‌ها، از مصارفی است که برای سلولهای خورشیدی آلی (ارگانیک) پیش‌بینی می‌شود. خصوصیت دیگر آن‌ها انعطاف‌پذیری در طول موجی است که در آن بیشترین جذب را دارند. در نتیجه اگر برای مثال ماده آلی با جذب درناحیه زیر قرمز استفاده شود از سلول خورشیدی آلی می‌توان در شیشه‌های اتومبیل، شیشه‌های خانه‌ها و هر مکان دیگری که باید شفاف باشد، استفاده کرد.

## اتلاف انرژی در یک سلول خورشیدی
نور مرئی تنها بخشی از طیف الکترومغناطیس است تشعشع الکترومغناطیس تک رنگ نیست و از دامنه‌ای از طول موجهای مختلف تشکیل شده و در نتیجه سطوح انرژی متفاوتی دارد.
نور را هم می‌توان به طول موج‌های گوناگونی تجزیه کرد که ما آن را به شکل رنگین کمان می‌بینیم از آنجایی که سلول ما توسط فوتون‌هایی با دامنه انرژی‌های متفاوت مورد اصابت قرار می‌گیرد لذا برخی از آن‌ها انرژی لازم برای شکست پیوند الکترون حفره را ندارند آن‌ها به سادگی از درون سلول می‌گذرند درست انگار که از یک شیشه شفاف عبور کرده‌اند در حالی که برخی دیگر از فوتون‌ها انرژی بسیار زیادی دارند تنها میزان مشخصی از انرژی که با الکترون ولت اندازه‌گیری شده می‌تواند بر الکترون‌های اتم‌های سیلیکون سلول خورشیدی ما اثرگذارد اگر فوتونی انرژی بیش از میزان لازم داشته باشد پس انرژی اضافی هدر می‌رود مگر اینکه فوتون انرژی دو برابر میزان مورد نیاز داشته و بتواند به‌طور همزمان دو الکترون را رها کند که این هم چندان زیاد نیست که معنی دار محسوب شود. به این صورت است که تقریباً ۷۰ درصد انرژی تابشی دریافتی توسط سلول ما در واقع تلف می‌شود و کارایی ندارد
یکی دیگر از دلایل اتلاف انرژی در سلول خورشیدی و عدم بازده حداکثری، بازترکیب است.

## چگونگی تأمین انرژی خانه با سلول خورشیدی
تمامی پشت بام‌ها جهت مناسب یا زاویه و شیب لازم برای استفده کامل ازنور خورشید را ندارند سیستم‌های فوتو ولتائیک ثابت که امکان رهگیری نور خورشید را ندارد باید در جهت مناسبی نصب شوند که بیشترین مدت روز و بیشترین مدت سال از نور مستقیم خورشید بهره‌مند شوند هنگام نصب این نکته هم باید در نظر گرفته شود که شما می‌خواهید حداکثر برق را در صبح تولید کنید یا هنگام عصر آن را در اختیار داشته باشید از خانه در زمستان بیشتر استفاده می‌شود یا تابستان و پنلها نباید توسط سایه درختان اطراف خانه یا خانه‌های همسایه‌ها پوشانده شوند. اگر پشت بام شما در جهت مناسبی قرار ندارد اکنون لازم است دربارهٔ اندازه سیستم انتخابی تان تصمیم‌گیری کنید. مثلاً اینکه تولید الکتریسیته بستگی به آب و هوا هم دارد که اصلاً نمی‌توان آن را پیش‌بینی کرد. یا اینکه میزان مصرف الکتریسیته شما کاملاً متغیر است خوشبختانه اطلاعات هواشناسی به ما امکان سنجش میزان تابش ماهیانه خورشید را می‌دهند دیگر فاکتورهای مهم چون روزهای بارانی ابری و میزان رطوبت را هم برای مان پیش‌بینی می‌کنند شما باید سیستم را بر اساس بدترین ماه طراحی کنید پس از آن در تمام سال انرژی کافی و حتی اضافی در اختیار خواهید داشت با در اختیار داشتن این اطلاعات و دانستن میانگین نیاز خانه‌تان به راحتی می‌توانید محاسبه کنید که به چه تعداد ماژول فوتو ولتائیک نیاز دارید همچنین باید در خصوص ولتاژ سیستم هم از همان ابتدا تصمیم‌گیری کنید این چیزی است که با تعداد ماژولی که به صورت سری به یکدیگر متصل می‌شوند کنترل می‌شود.